# Nicolás Salmerón y García
Nicolás Salmerón y García (1864-1933) fue un político, periodista y traductor español, diputado durante la Segunda República e hijo de Nicolás Salmerón.

## Biografía
Nació el 5 de enero de 1864 en Madrid. Hijo de Nicolás Salmerón y Catalina García, tuvo como hermano, entre a otros, al caricaturista Exoristo Salmerón. Traductor de varias obras de Max Nordau, ejerció como director de la revista Germinal. En el plano político fue promotor en 1899 de la formación de la Asociación Republicano-Socialista Germinal y fue uno de los pioneros del radicalsocialismo español.
 Obtuvo acta de diputado a Cortes —formando parte por aquel entonces del Partido Republicano Radical Socialista— por la provincia de Almería en las elecciones generales de 1931, en una candidatura conjunta de radicales, radicalsocialistas y federales. Fue uno de los cuatro únicos diputados que se mostraron en contra de la gestión de Azaña de la insurrección anarquista del Alto Llobregat de enero de 1932. Falleció el 26 de enero de 1933.